# بنجامین روگلز
بنجامین روگلز (به انگلیسی: Benjamin Ruggles) سناتور سابق عضو حزب دموکرات-جمهوری‌خواه بود. وی در سال ۱۸۱۵ تا ۱۸۳۳ میلادی سناتور ایالت اوهایو در سنای ایالات متحده آمریکا بود.